# The Christmas EP
The Christmas EP é o terceiro EP da banda americana de pop punk Hey Monday. Ele foi lançado em 6 de dezembro de 2011.